# 獵雷艦詐貸弊案
獵雷艦詐貸弊案是一件關於慶富造船在中華民國海軍新型獵雷艦「國艦國造」計畫中詐貸的事件。

## 事件過程
慶富造船於2014年擊敗台灣國際造船，標下承建中華民國海軍獵雷艦的國艦國造計畫；但2017年，慶富造船因無法按期償還貸款而爆發嚴重財務問題，並被查出有詐貸，遭到以第一商業銀行為首的公營銀行團宣告違約。
2014年10月21日，慶富造船以約新台幣350億元標得國防部海軍司令部六艘獵雷艦標案。
2016年2月4日，慶富造船為了籌措資金，與九家金融機構簽約進行聯合貸款新台幣205億元（第一商業銀行、合作金庫商業銀行、華南銀行、臺灣中小企業銀行、臺灣銀行、臺灣土地銀行、彰化銀行、全國農業金庫以及中國輸出入銀行等9家金融機構進行聯合貸款，並由一銀擔任主辦銀行，以2%以上的利率貸款新台幣205億元）。
2016年5月，前慶富造船執行長簡良鑑向臺灣高雄地方法院檢察署檢舉，慶富造船不實將資本額從新台幣5億元增資到新台幣30億元，以取得參與獵雷艦標案的資格。高雄地檢署立即介入調查。
2017年8月10日，慶富造船創辦人兼董事長陳慶男與其子慶富造船副董事長陳偉志坦承涉案，高雄地檢署認定兩人虛偽增資約新台幣34億元、詐貸7,443萬美元，部分款項涉流向前慶富造船顧問李維峰帳戶；依違反《銀行法》、《公司法》、《商業會計法》、《中華民國刑法》偽造文書等罪嫌，陳慶男以新台幣800萬元、陳偉志以新台幣500萬元交保，陳慶男之妻陳盧昭霞、李維峰各以新台幣10萬元、新台幣50萬元交保，其餘請回。
2017年10月，慶富造船出現財務危機，連續積欠員工8月、9月薪資，高雄市政府勞工局召開勞資爭議調解會。同時，慶富造船已經有二個月未繳聯貸利息，聯貸銀行團宣布慶富違約，認列呆帳損失超過新台幣120億元。
2017年11月2日，行政院公布慶富案行政調查報告，發現慶富造船詐貸近新台幣50億元，資金流入五家可疑人頭帳戶，第一商業銀行及中華民國國防部各有五缺失；除撤換第一銀行董事長蔡慶年外，中華民國財政部與中華民國金融監督管理委員會也將依法追究相關人員責任。高雄地檢署襄閱主任檢察官葛光輝表示，慶富造船涉嫌利用假債權辦理增資、再向聯貸銀行團詐貸，涉嫌以虛偽增資證明將資本額新台幣5億元增至將近新台幣40億元，涉嫌詐貸金額高達7443萬美元。
2017年11月13日，慶富案錄音檔外流指出，陳偉志找上高雄市政府海洋局局長王端仁協調取得用地，陳偉志並在會議中自曝能進入中華民國總統府成功要求海軍提早撥工程款。國防部海軍司令部發布新聞稿表示，海軍獵雷艦案付款均依合約進度要求支付，並未有任何總統府或上級單位指示的情事；慶富造船請領該款項時間為105年11月28日及12月6日，與所謂錄音時（10月7日）稱已請領款項時間不符。2017年11月15日，王瑞仁為此下台，並表示他的動機只是希望配合國艦國造政策，最終用地的取得是由行政院農業委員會漁業署公開標租；他只是協助已得標業者協調用地而已，沒有不法情事、沒有不法動機，他會靜待司法調查。
2017年12月13日，國防部宣布，已發函告知慶富造船，解除海軍獵雷艦採購案契約。
2018年5月6日，陳偉志棄保潛逃；5月23日，臺灣高雄地方法院拘提未獲；6月5日，檢調正式發佈通緝令。
2019年2月，監察院以監督不周、違反《公務員服務法》規定，通過對陳永康（時任海軍司令）、蒲澤春（時任海軍副司令）、王端仁（時任高雄市海洋局局長）與陳文深（時任農委會漁業署研究員）彈劾案，並移送公務員懲戒委員會。2020年6月，公懲會判決，陳永康與蒲澤春監督不周，需降1級懲戒處分，但超過5年懲戒時效而免議；王端仁與陳文深損害行政機關形象及政府信譽，記申誡。
2020年中華民國立法委員選舉，前民主進步黨立法委員湯金全以無黨籍參選高雄市第三選舉區區域立法委員，在公辦政見發表會上抨擊，民主進步黨立法院黨團13位立委在立法院通過決議停止調查慶富案，是「立法權干涉司法權」。選舉結果，民進黨新潮流系立委劉世芳連任，湯金全落選。
2022年6月29日，中華民國最高法院判決，駁回檢察官、陳慶男、陳盧昭霞、慶富造船各自提起之上訴，維持臺灣高等法院高雄分院二審原判，判處陳慶男有期徒刑25年、併科罰金新台幣一億五百萬元，判處陳盧昭霞有期徒刑一年六個月，判處慶富造船罰金新台幣二億八千萬元定讞。